# Rejectaria zenos
Rejectaria zenos là một loài bướm đêm trong họ Noctuidae.